# 维斯娜·乌洛维奇
维斯娜·乌洛维奇（發音：[ˈʋeːsna ˈʋuːlɔʋit͡ɕ]，1950年1月3日—2016年12月23日），1972年在南斯拉夫航空任职空中乘务员期间遭遇空难，从高空坠落后生还。调查认为空难是由货仓中的炸弹爆炸造成的。维斯娜是全机唯一的幸存者，并因此事件被吉尼斯世界纪录大全认证，创造了“无降落伞坠落高度最高并生还”的世界纪录。
空难过后，维斯娜成为了南斯拉夫的名人，并被认为是国家英雄。维斯娜基本康复后，回到南斯拉夫航空从事文员工作。1990年代早期，她参与了反政府抗议，因此被南斯拉夫航空解雇，其后她继续从事支持民主运动的工作，直至塞尔维亚社会党的权力在2000年推土机革命中被剥夺。此后，维斯娜还代表民主党参加竞选，支持塞尔维亚加入欧盟。
维斯娜1977年结婚，1990年代早期离婚，没有子女。她晚年在贝尔格莱德的公寓中独自隐居，并时常受到幸存者内疚和健康问题困扰。2016年12月23日，维斯娜于自己的公寓中去世。

## 早年生活
维斯娜·乌洛维奇于1950年1月3日出生于贝尔格莱德，父亲是商人，母亲是健身教练。就读大学期间，维斯娜出于对披头士乐队的热爱，同时也是为了练习英语，前往英国旅行。在英国，她先后在伯克郡纽伯里、伦敦等地停留，然后在她的一位朋友建议下前往斯德哥尔摩。她的父母担心瑞典的毒品和性过于泛滥，要求她立即回国。这次旅行中，她看到她的朋友穿着空中乘务员的制服，同时她又对每月去一次伦敦充满憧憬，因此回到贝尔格莱德后，她就决定自己也要成为空中乘务员。1971年，维斯娜加入了南斯拉夫航空。

## 南斯拉夫航空367号班机空难

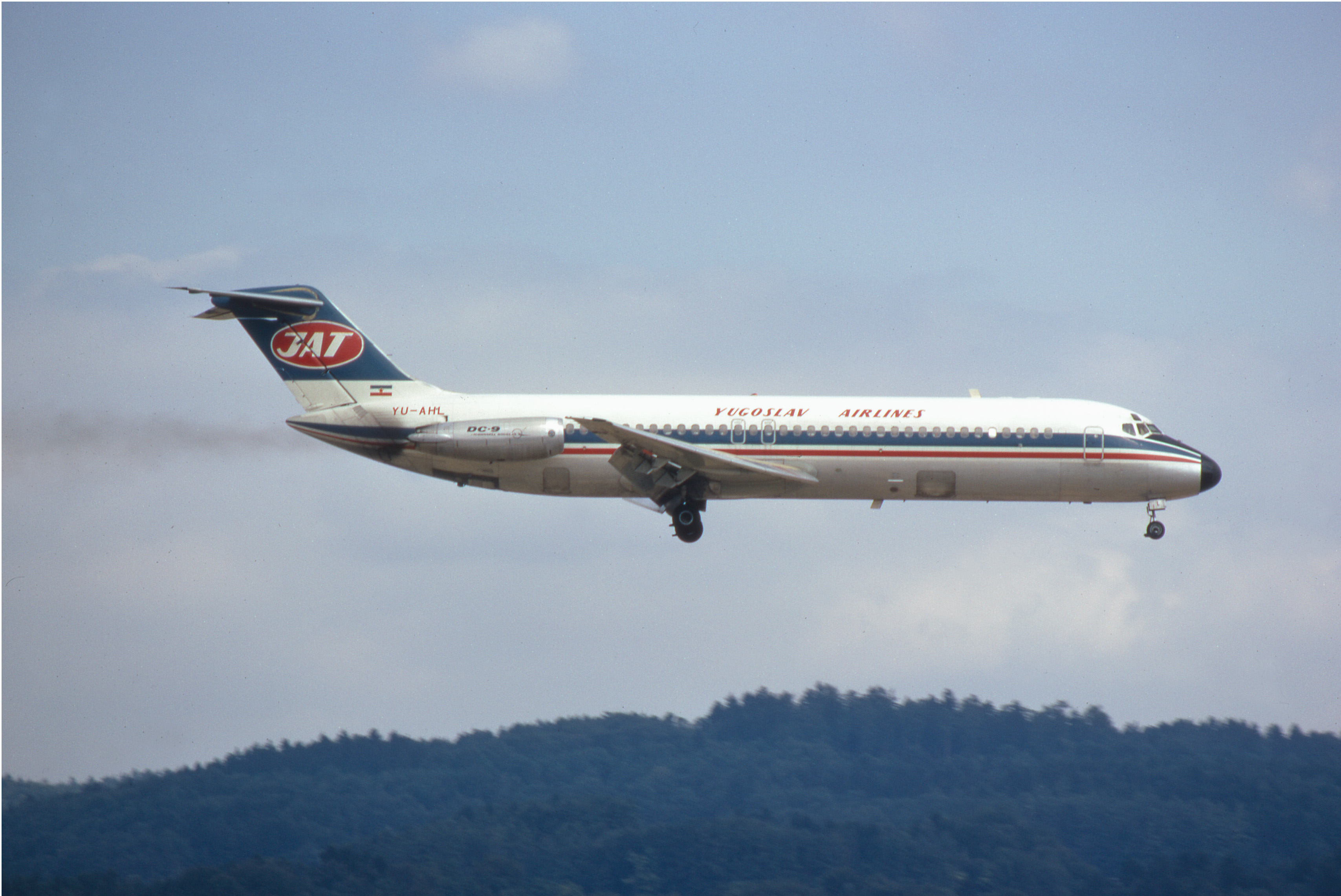
一架和空难飞机同属于南斯拉夫航空的同型号道格拉斯DC-9飞机

南斯拉夫航空367号班机是一架从斯德哥尔摩经由哥本哈根和萨格勒布前往贝尔格莱德的定期航班，会在哥本哈根更换机组。1972年1月25日，维斯娜作为26日367号班机的机组成员提前抵达哥本哈根。26日下午2:30，执行当日航班的一架道格拉斯DC-9飞机降落在哥本哈根凯斯楚普机场，并由维斯娜所在的机组接管。下午3:15，飞机起飞，前往萨格勒布。下午4:01，飞机在捷克斯洛伐克上空时，货仓发生爆炸，导致飞机空中解体。机组人员和乘客共28人，其中只有维斯娜生还。当地村民布鲁诺·汉柯听到她在飞机的残骸当中的尖叫，最先发现了她；被发现时她的绿松色的制服已经染满鲜血。布鲁诺在第二次世界大战中担任过医務兵，因此能够在救援人员到达现场前维持住维斯娜的生命。
在空难中，维斯娜颅骨骨折，大量失血，随后昏迷了数日。此外，她的两条腿、骨盆、三节椎骨和数条肋骨骨折，腰部以下暂时瘫痪。维斯娜还患有失憶症，关于空难的记忆完全空白，只记得欢迎乘客登机的场景；空难两周后她才第一次得知空难的消息：医生向她出示了关于空难的报纸头条，她吓得晕了过去，不得不接受镇定剂注射。
在布拉格接受了一段时间的治疗之后，3月12日，维斯娜被安排回到贝尔格莱德，在严密保护下继续治疗。6月，她又前往黑山共和国的海边疗养。在这期间，维斯娜的父母不得不卖掉了他们的两辆汽车以便支付她的医疗费用。空难10个月后，维斯娜已经能够重新开始行走，但是余生都会一瘸一拐，并且脊柱仍然扭曲。维斯娜一共花费了16个月进行疗养，并将其恢复归功于“塞尔维亚人的倔强”和由巧克力、菠菜、鱼油组成的饮食。
1962年至1982年间，克罗地亚民族主义者发动了128起对南斯拉夫目标的恐怖袭击事件。基于此，南斯拉夫当局怀疑克罗地亚民族主义者制造了这起空难。空难当天，从维也纳前往萨格勒布的火车上也发生了一起爆炸，六人受伤。空难次日，有人致电一家瑞典报纸，自称是克罗地亚民族主义者，并表示对空难负责。没有人被逮捕。捷克斯洛伐克民用航空管理局的调查报告将空难的原因归于货仓中的一个公文包炸弹。

## 空难过后

### 名誉和社会活动

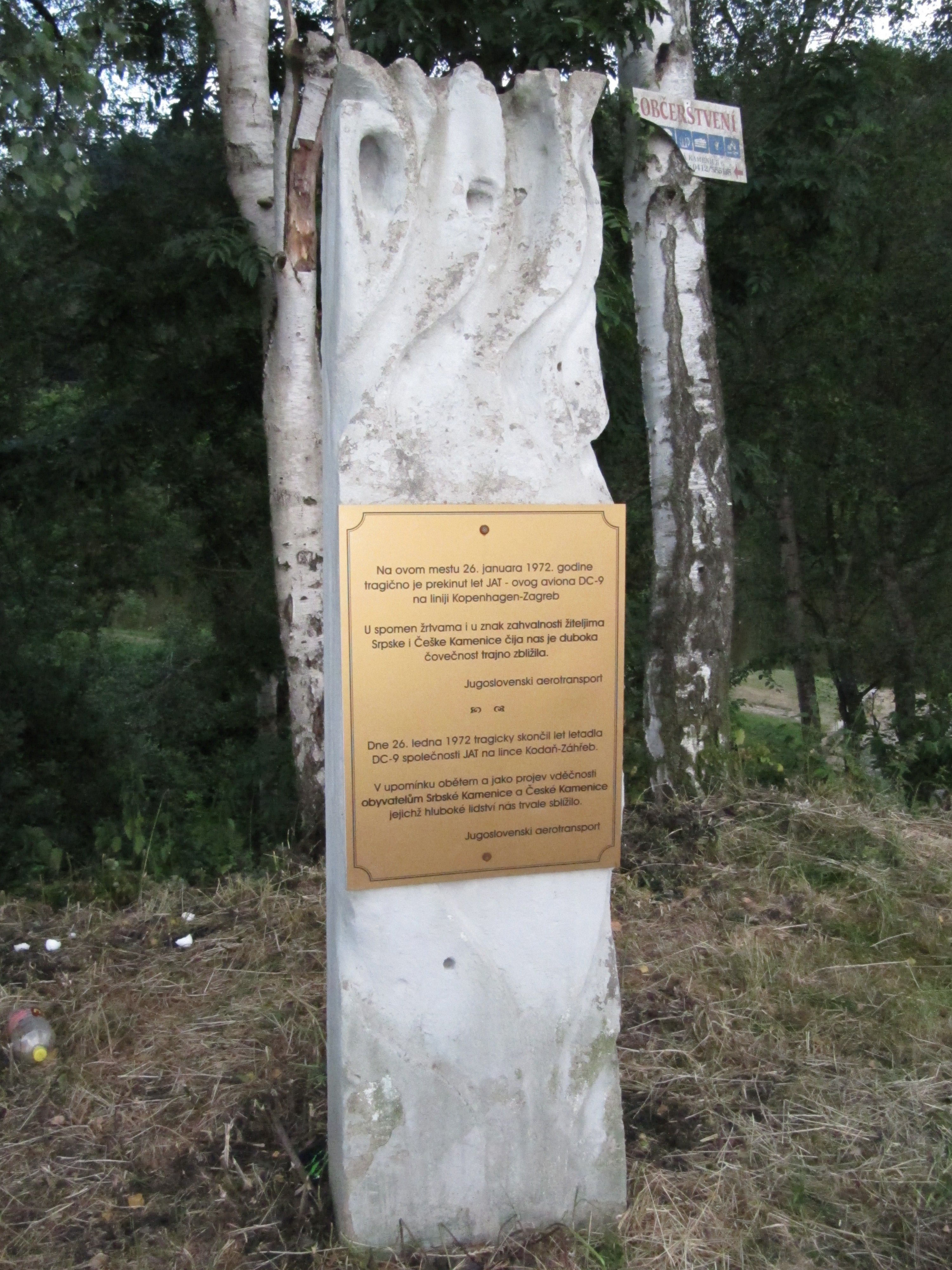
空难纪念碑

1972年9月，维斯娜表达了她继续从事空中乘务员工作的意愿，但是南斯拉夫航空认为她的名气使得她在飞机上时容易吸引太多关注，因此安排她从事货运合同谈判的文员工作。维斯娜在南斯拉夫被认为是国家英雄，南斯拉夫的领导人约瑟普·布罗兹·铁托为维斯娜颁发了奖章，她的名声甚至传到了苏联和其他华约国家。维斯娜还成为了空难发生地的荣誉市民；布鲁诺·汉柯空难后六周出生的孙女也被命名为“维斯娜”，表示对她的敬意。维斯娜仍然经常搭乘飞机，并表示其他乘客看到她都很惊讶，经常要求坐在她旁边。1985年，维斯娜被吉尼斯世界纪录大全认证，创造了“无降落伞坠落高度最高并生还”的世界纪录，并在伦敦的一场庆祝活动中接受了由保罗·麦卡特尼颁发的认证。
维斯娜的父母在空难后几年内先后死亡。1977年，维斯娜和尼古拉·布雷卡结婚。医生建议维斯娜避免怀孕，但是她仍经历了一次几乎导致其丧命的異位妊娠，此后终生没有子女。1990年代早期，维斯娜离婚，原因可能是她一支接一支吸烟的习惯受到她的丈夫的反对。大约在同一时期，由于维斯娜公开发表了批评斯洛博丹·米洛舍维奇的言论、参与了反对政府的抗议活动，南斯拉夫航空解雇了她。政府担心逮捕维斯娜可能带来负面影响，因此维斯娜免于牢狱之灾。出于对她言行的回应，支持米洛舍维奇的小报发动了对她的攻击，声称南斯拉夫航空367号班机是被地对空导弹击落的，维斯娜坠落的实际高度低于先前认为的高度。其后，她继续从事支持民主运动的工作，直至塞尔维亚社会党的权力在2000年推土机革命中被剥夺，她和其他名流一同在贝尔格莱德旧王宫的阳台上发表了胜利演说。此后，维斯娜还代表塞尔维亚民主党参加竞选，支持塞尔维亚加入欧盟。
2005年，美国电视节目流言終結者再现了维斯娜的经历。四年后，位于布拉格的两名记者声称南斯拉夫航空367号班机是由于被误认为敌机而被击落的，维斯娜的故事只是捷克斯洛伐克当局编造出来用于遮掩事实的故事之一。他们还猜测，瑞典报纸接到的声称“对空难负责”的电话只是一个恶作剧。捷克民用航空局否认了这两名记者的说法，并称其为“阴谋论”。这两名记者承认他们的推断是基于间接证据。维斯娜表示她对空难已经没有任何记忆，所以既不能肯定也不能否定这两名记者的说法。维斯娜保有的世界纪录继续有效。

### 健康状况恶化和死亡
根据维斯娜和记者的谈话记录，她并不是每天都会回想空难的经历，但是时常受到幸存者内疚困扰。她拒绝了心理治疗，转向宗教求助，成为了虔诚的东正教徒。她表示，她的苦难经历使她成为了乐观主义者：“如果我经历的灾难都能过去，还有什么是过不去的呢？”
维斯娜的晚年在贝尔格莱德一间破旧的公寓中度过，每月仅有300欧元的退休金，生活非常艰难。她时常感叹空难不仅毁了她的生活，还使得她的父母早逝。她厌倦了反复谈论她的空难经历，只偶尔接受过几次采访，包括奧花·雲費和BBC的采访。维斯娜曾经多次参与每年在空难发生地举办的纪念活动，在她60岁后，不断恶化的健康状况使得她不再参与。
2016年12月，维斯娜突然停止接听电话，她的朋友们因此开始担心她的健康状况。12月23日，锁匠打开了她的公寓的门，发现了她的尸体。她的朋友们说，维斯娜生前和心脏病进行抗争多年，最终因此而死。12月27日，维斯娜於贝尔格莱德新公墓下葬。

## 脚注
1. ↑  关于昏迷的具体天数，各来源说法不一。有来源认为昏迷了3天[5]，有来源认为昏迷了10天[7]，还有来源认为昏迷了27天[6][8]。新南斯拉夫通訊社在1972年2月2日（即空难后7天）的报道称，维斯娜已经从昏迷中苏醒，能够和她的医生用英语交谈[9]。
2. ↑  具体结婚年份有争议，可能为1975年或1977年[19][3]。
3. ↑  具体离婚年份有争议，有来源认为是在1980年代中期[19]，也有来源认为是在1992年[3]。